# Cold World (Of Mice & Men)
Cold World è il quarto album in studio del gruppo musicale statunitense Of Mice & Men, pubblicato il 9 settembre 2016 dalla Rise Records.
È l'ultimo album pubblicato dal gruppo con il cantante e cofondatore Austin Carlile, che lascia la formazione nel dicembre 2016 a causa dei suoi gravi problemi di salute.

## Tracce
Testi e musiche di Austin Carlile, Alan Ashby e Aaron Pauley.
1. Game of War – 4:00
2. The Lie – 3:24
3. Real – 3:12
4. Like a Ghost – 4:47
5. Contagious – 3:12
6. - – 1:10
7. Pain – 3:43
8. The Hunger – 4:02
9. Relentless – 3:26
10. Down the Road – 3:22
11. + – 1:24
12. Away – 3:53
13. Transfigured – 3:58

## Formazione
Of Mice & Men
- Austin Carlile – voce death; voce melodica in Game of War, Real, Down the Road, Away e Transfigured
- Phil Manansala – chitarra solista
- Alan Ashby – chitarra ritmica
- Aaron Pauley – basso, voce melodica
- Valentino Arteaga – batteria, percussioni

Produzione
- David Bendeth – produzione, missaggio
- Mitch Milan – ingegneria del suono, tecnico chitarre, editing
- Koby Nelson – ingegneria del suono, programmazione, editing
- Brian Robbins – ingegneria del suono, missaggio, programmazione, editing digitale
- Jake "Scooby" Mannix – assistenza all'ingegneria del suono

## Classifiche
| Classifica (2016)           | Posizione massima |
| --------------------------- | ----------------- |
| Australia                   | 27                |
| Canada                      | 71                |
| Nuova Zelanda (heatseekers) | 3                 |
| Regno Unito                 | 91                |
| Regno Unito (downloads)     | 24                |
| Regno Unito (independent)   | 17                |
| Regno Unito (rock & metal)  | 6                 |
| Stati Uniti                 | 24                |
| Stati Uniti (digital)       | 13                |
| Stati Uniti (hard rock)     | 1                 |
| Stati Uniti (independent)   | 3                 |
| Stati Uniti (rock)          | 6                 |